# Ushio (okręt)
„Ushio” – nazwa noszona na przestrzeni dziejów przez kilka japońskich okrętów:
- „Ushio” – niszczyciel typu Kamikaze z początku XX wieku[1]
- „Ushio” – niszczyciel typu Fubuki z okresu międzywojennego i II wojny światowej[2]